# Sheakleyville, Pennsylvania
Sheakleyville là một thị trấn thuộc quận Mercer, tiểu bang Pennsylvania, Hoa Kỳ. Năm 2010, dân số của thị trấn này là 142 người.